# Jean-Christophe Louis de Closen
Jean Christophe Louis Frédéric Ignace baron de Closen-Haydenbourg, né le 14 août 1755 à Monsheim (Palatinat du Rhin), mort en 1830 à Mannheim (Grand-duché de Bade), est un général allemand de la révolution française.

## États de service
Il entre en service comme sous-lieutenant au régiment royal-deux-ponts le 10 septembre 1769, il est capitaine en second le 4 avril 1780. 
Il participe à la Guerre d'indépendance des États-Unis comme aide de camp du général Rochambeau. Il se distingue en juin 1781, devant l’île de Manhattan, ainsi qu’à Yorktown. En 1789, il reçoit la croix de chevalier de Saint-Louis. 
Le 23 novembre 1791, il prend le commandement du 42e régiment d’infanterie de ligne, et il est promu général de brigade le 22 juillet 1792. Il démissionne le 5 août 1792.
Il est nommé sous-préfet de l’arrondissement de Simmern dans le département de Rhin-et-Moselle.
Il est titulaire de la croix de l’ordre de Cincinnatus.

## Sources
- (en) « Generals Who Served in the French Army during the Period 1789 - 1814: Eberle to Exelmans »
- Georges Six : Dictionnaire biographique des généraux et amiraux français de la Révolution et de l'Empire (1792-1814). Paris : Librairie G. Saffroy, 1934, Tome 1.
- (pl) « Napoléon.org.pl »
- Louis Susane, Histoire de l'ancienne infanterie française, Volume 5, 1851